# Адронний струмінь

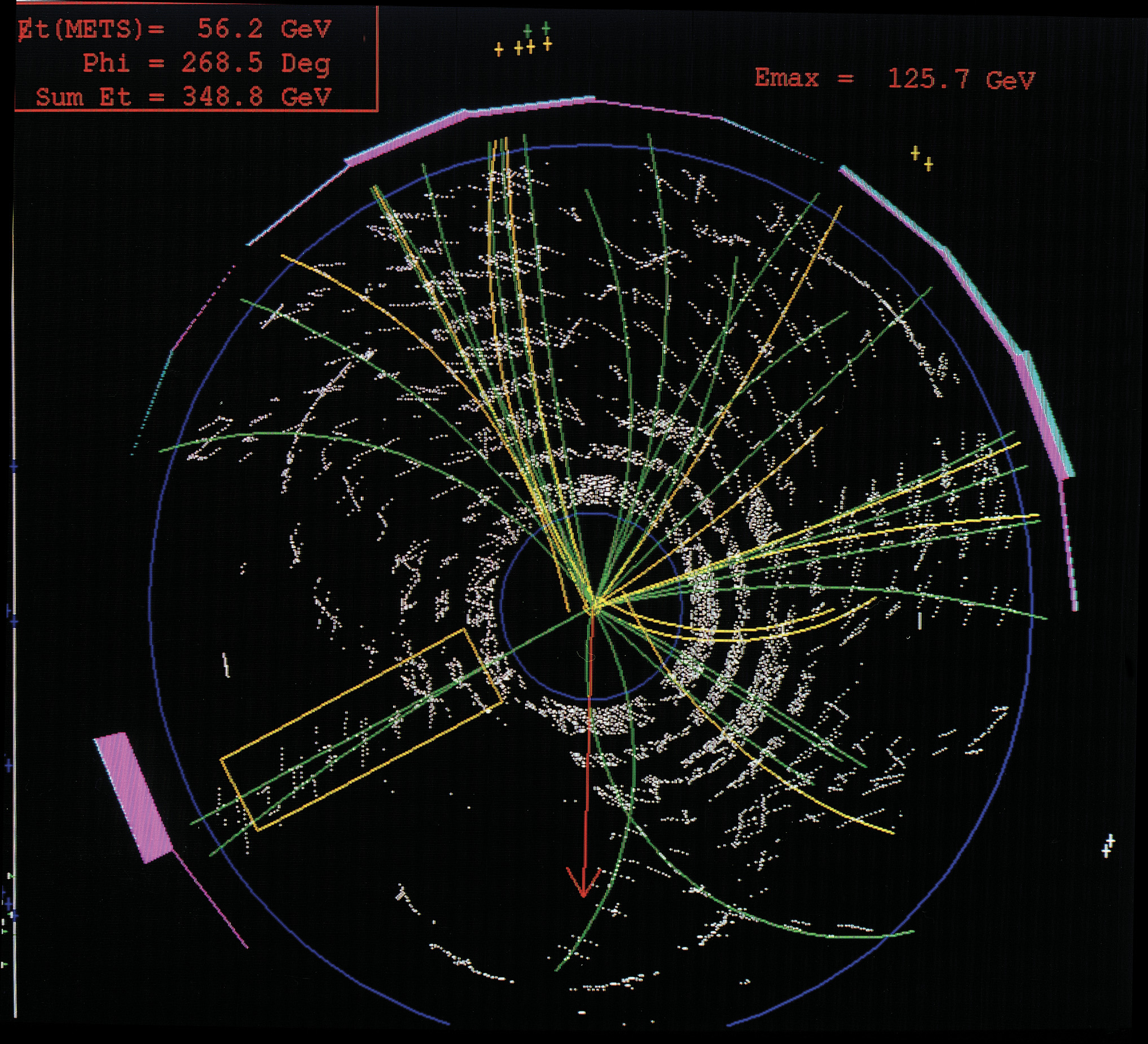
Пара t-кварків і анти-t-кварків, що розпадаються на струмені, проявляється у вигляді колімованих скупчень треків частинок в детекторі CDF на Теватроні.

Адронний струмінь (джет, від англ. jet) — вузький конус адронів та інших частинок, що утворюються в результаті адронізації кварка або глюона в експерименті з фізики частинок або важких іонів. Частинки, що несуть колірний заряд, такі як кварки, не можуть існувати у вільній формі протягом часу довшого за типовий час адронізації (порядка {\displaystyle 10^{-25}} с): лише стани з нульовим значенням кольору можуть спостерігатися в експерименті, це явище називається «конфайнментом». Кожен кварк або глюон, утворений у високоенергетичних зіткненнях, має колірний заряд. Для того, щоб підкорятися конфайнменту, ці частинки створюють навколо себе інші кольорові об'єкти — пари кварків-антикварків та глюони, утворюючи безбарвні частинки — адрони. Ансамбль цих утворених частинок називається адронним струменем, оскільки всі ці частинки, як правило, рухаються в одному напрямку, утворюючи вузький «струмінь» частинок. Адронні струмені можуть бути виміряні в детекторах частинок. Адронний струмінь є рівнем узагальнення для досліджень квантової хромодинаміки, який є адекватним у випадку, коли необхідно дослідити властивості початкового кварка або ж сам процес адронізації. Якщо ж необхідно дослідити процеси слабких розпадів продуктів адронізації (наприклад, B-мезонів), поняття струменя використовується рідко, натомість вивчаються конкретні адрони.
Визначення струменя в детекторі елементарних частинок відбувається за допомогою алгоритму струменя та схеми рекомбінації. Алгоритм струменя визначає, як саме зареєстровані в детекторі частинки (заряджені або нейтральні) групуються у струмені, тоді як схема рекомбінації визначає 4-імпульс струменя із виміряних властивостей цих частинок. В експериментах з фізики частинок струмені зазвичай будуються із скупчень енергетичних відкладень у калориметрі. При цьому, комп'ютерне моделювання струменя у калориметрі допомагає реконструювати струмінь за результатами вимірювання у калориметрі. Струмені можна також реконструювати безпосередньо зі стійких частинок, що виходять із процесів фрагментації. Найпоширенішими алгоритмами реконструкції адронних струменів є анти-kТ алгоритм, kТ алгоритм або алгоритм конуса. Типовою схемою рекомбінації є E-схема, або 4-векторна схема, в якій 4-імпульс струменя визначається як сума 4-імпульсів усіх його складових.
У релятивістській фізиці важких іонів струмені є важливими, оскільки процес непружного розсіяння є природним зондом для речовини, створеної в результаті зіткнення, і дає можливість встановити на її фазу. Коли речовина КХД зазнає фазового переходу в стан кварк-глюонної плазми, втрати енергії в середовищі значно зростають, ефективно гасячи (зменшуючи інтенсивність) вихідного струменя.
Іншими прикладами методів аналізу адронних струменів є, наприклад, тегування b-кварків, вивчення кореляцій між струменями, або ж їхньої підструктури (тобто, властивостей конкретних адронів).

## Утворення адронних струменів
Струмені утворюються в процесах непружного розсіяння у квантовій хромодинаміці, створюючи кварки або глюони (партони) з високим поперечним (відносно осі зіткнення) імпульсом.
Ймовірність створення певного набору струменів описується поперечним перерізом струменя, який є середнім значенням елементарних пертурбативних процесів КХД, усереднених за функціями розподілу партонів. Для найпоширенішого процесу утворення пари струменів, — процесу розсіяння двох частинок, — переріз утворення струменя при адронному зіткненні визначається як
{\displaystyle \sigma _{ij\rightarrow k}=\sum _{i,j}\int dx_{1}dx_{2}d{\hat {t}}f_{i}^{1}(x_{1},Q^{2})f_{j}^{2}(x_{2},Q^{2}){\frac {d{\hat {\sigma }}_{ij\rightarrow k}}{d{\hat {t}}}},}
де
- x, Q 2: частка поздовжнього імпульсу та передача імпульсу
- {\displaystyle {\hat {\sigma }}_{ij\rightarrow k}}: пертурбативний переріз КХД для реакції ij → k
- {\displaystyle f_{i}^{a}(x,Q^{2})}: функція розподілу партона для пошуку частинок типу i в пучку a .

## Фрагментація струменя
Пертурбативні розрахунки КХД можуть мати справу з забарвленими партонами, але експериментально спостерігаються лише безбарвні адрони, які утворюються в кінцевому результаті. Таким чином, для опису того, що спостерігається в детекторі, всі вихідні кольорові партони повинні об'єднатися в адрони. Терміни фрагментація та адронізація часто використовуються як взаємозамінні в літературі для опису процесу утворення адронів.
У міру того, як партон, який утворився в непружному розсіянні, починає рухатися назовні, константа зв'язку сильної взаємодії буде збільшуватися з його віддаленням. Це збільшує ймовірність випромінювання КХД: партон буде випромінювати глюони, які в свою чергу будуть випромінювати пари кварк-антикварк, і так далі, при цьому кожен новий партон майже колінеарний з початковим партоном. Цей механізм описується описується рівнянням Докшицера-Грибова-Ліпатова-Альтареллі-Паризі (DGLAP)
{\displaystyle {\frac {\partial }{\partial \ln Q^{2}}}D_{i}^{h}(x,Q^{2})=\sum _{j}\int _{x}^{1}{\frac {dz}{z}}{\frac {\alpha _{S}}{4\pi }}P_{ji}\!\left({\frac {x}{z}},Q^{2}\right)D_{j}^{h}(z,Q^{2})}
З часом, цей процес утворює партони з все нижчою енергією, і тому поступово виходить з області дійсності пертурбативної КХД. Для опису процесів після цього застосовують феноменологічні моделі поєднання кольорових партонів у зв'язані стани безбарвних адронів, що за своєю суттю не є пертурбативними. Одним із прикладів є модель Лундського університету, яка використовується для комп'ютерного моделювання процесів адронізації.